# Christopher Fettes

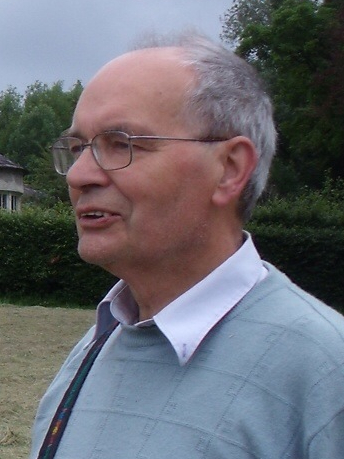
Christopher Fettes (2011)

Christopher Fettes (geboren 1937 in Bromley, Kent, England) ist ein ehemaliger englischer Lehrer, Landwirt und Gründer der Ecology Party of Ireland, deren Vorsitzender er ab 1981 war. Er ist Ehrenmitglied der Internationalen Vegetarier-Union und des Welt-Esperanto-Verbandes.

## Leben

### Ausbildung
Fettes besuchte die Clayesmore School, Dorset, und studierte Englisch und Französisch an der Universität Dublin. Er unterrichtete ein Jahr lang in Frankreich und dann 37 Jahre lang am Saint Columba’s College in Dublin, die meiste Zeit davon als Hauslehrer. Während dieser Zeit setzte er sich für die irische Anti-Vivisection Society und die Esperanto Association of Ireland ein. 1970 nahm er die irische Staatsbürgerschaft an, gründete die Vegetarian Society of Ireland und war Sekretär der European Vegetarian Union.

### Esperanto-Tätigkeiten
Viele Jahre lang begleitete Fettes Kinder zu Esperanto-Jugend- und Familientreffen in verschiedenen europäischen Ländern. Von 1988 bis 1996 war er als internationaler Koordinator für die internationalen Kinderlager des Welt-Esperanto-Verbandes tätig.

### Späteres Leben
1991 verkaufte Fettes sein 55-Hektar-Anwesen in Bloomville, Grafschaft Offaly, auf dem sich ein baufälliges Bauernhaus befand. Nachdem er im Jahr 2000 in den Ruhestand gegangen war, wurde das Haus in mehreren Schritten restauriert und 2011 vom Engage with Architecture Centre in Tullamore seiner neuen Bestimmung übergeben. Manchmal organisiert Fettes dort kleinere Konferenzen der Grünen Partei, der Tolkien Society, des Open Christianity Network und anderer Organisationen. Auf dem Anwesen, auf dem viele Tausende von Laubbäumen gepflanzt wurden, sind viele Teile in ihrem ursprünglichen Zustand erhalten. Außerdem werden Esperanto-Sprecher aus Australien und Brasilien, Japan und Korea dort regelmäßig kostenlos untergebracht.

## Gründung der Grünen Partei in Irland
1981 initiierte und leitete er die Gründungsversammlung der Ecology Party of Ireland, aus der später die Irische Grüne Partei hervorging. Er kandidierte 1984 erfolglos für das Europäische Parlament. Bei den Parlamentswahlen 2002 und den Parlamentswahlen 2011 trat er im Wahlkreis Laois-Offaly an.